# Gianluca Coci
Gianluca Coci (Napoli, 29 gennaio 1970) è un traduttore, iamatologo e curatore editoriale italiano, esperto di letteratura giapponese moderna e contemporanea.

## Biografia
Si è laureato presso l'Istituto Universitario Orientale di Napoli. Ha conseguito il master e il dottorato in letteratura giapponese moderna e contemporanea presso Senshu University di Tokyo. È professore ordinario di Lingua e letteratura giapponese presso il Dipartimento di Lingue e Letterature Straniere e Culture Moderne dell'Università degli Studi di Torino.
È traduttore in italiano delle opere del premio Nobel Kenzaburō Ōe, di Natsuo Kirino, Hideo Furukawa, Mieko Kawakami, Sayaka Murata,  Ito Ogawa, Kazushige Abe e Randy Taguchi; ha inoltre tradotto romanzi di Jun'ichirō Tanizaki, Kōbō Abe, Jakuchō Setouchi, Gen'ichiro Takahashi, Yasushi Inoue, Ryū Murakami e molti altri. Ha vinto nel 2009 il Premio Mario e Guglielmo Scalise per la traduzione letteraria dal giapponese; nel 2020 il premio Appiani per la traduzione letteraria; nel 2022 il Premio Nazionale per la Traduzione; nel 2023 il Premio per la traduzione Tokyo-Roma Parole in Transito.
Come autore, ha pubblicato Utopia, sperimentalismo e rivoluzione nell'opera di Abe Kobo (Atmosphere libri/Asiasphere files, 2016), Abe Kobo sutajio to obei no jikken engeki (L'Abe Kobo Studio e il teatro sperimentale occidentale) (Sairyusha, 2005), e inoltre il racconto Gen di Hiroshima - Live at Disneyland, contenuto nel volume Nessuna Pietà (a cura di Marco Vichi e Luca Scarlini; Salani, 2009). Ha curato i volumi Scrivere per Fukushima (2013), raccolta di racconti e saggi a sostegno dei sopravvissuti del terremoto del Giappone orientale, e Japan Pop. Parole immagini suoni dal Giappone contemporaneo (2013).
Dirige le collane editoriali Asiasphere e Asiasphere files (Atmosphere libri, Roma), dedicate rispettivamente alla narrativa e alla saggistica dell'Asia orientale e del Sudest asiatico. Nel 2021 ha ricevuto un'onorificenza da parte del Ministero degli Affari Esteri del Giappone per la diffusione della letteratura giapponese in Italia.

## Traduzioni
- Iijima Ai, Platonic sex (Puratonikku sekkusu), Rizzoli, Milano, 2004.
- Abe Kobo, L'incontro segreto (Mikkai), Manni, Lecce, 2005.
- Abe Kobo, Il quaderno canguro (Kangarū nōto) (con postfazione), Atmosphere libri, Asiasphere, 2016.
- Abe Kobo, L'incontro segreto (Mikkai) (nuova traduzione riveduta e corretta, con postfazione), Atmosphere libri, Asiasphere, 2022.
- Oe Kenzaburo, Il salto mortale (Chūgaeri), Garzanti, Milano, 2006.
- Oe Kenzaburo, Note su Hiroshima (Hiroshima nōto), Alet Edizioni, 2008.
- Oe Kenzaburo, Note su Hiroshima (Hiroshima nōto), Garzanti, 2021.
- Oe Kenzaburo, La vergine eterna (Rōtashi Anaberu Rī sōkedachitsu mimakaritsu), Garzanti, 2011.
- Oe Kenzaburo, Il bambino scambiato (Torikaeko/Chenjiringu), Garzanti, 2013.
- Oe Kenzaburo, L'eco del paradiso (Jinsei no shinseki), Garzanti, 2015.
- Oe Kenzaburo, La foresta d'acqua (Suishi), Garzanti, 2019.
- Taguchi Randy, Presa elettrica (Konsento), Fazi/Lain, 2006.
- Taguchi Randy, Antenna (Antena), Fazi/Lain, 2007.
- Taguchi Randy, Mosaico (Mozaiku), Fazi, 2008.
- Setouchi Harumi, La fine dell'estate (Natsu no owari), Neri Pozza, 2006.
- Takahashi Gen'ichiro, Sayonara, gangsters (Sayōnara, gyangutachi) (con postfazione), BUR, 2008.
- Takahashi Gen'ichiro, Sayonara, gangsters (Sayōnara, gyangutachi) (nuova edizione, con postfazione), Atmosphere libri, Asiasphere, 2023.
- Shimamoto Rio, Inside (Inside), in AA.VV., No Geisha (ed. italiana a cura di G. Coci), Mondadori, 2008, pp. 39–62.
- Hasegawa Junko, L'uovo infecondo (Museiran), in AA.VV., No Geisha (ed. italiana a cura di G. Coci), Mondadori, 2008, pp. 161–194.
- Kirino Natsuo, Grotesque (Gurotesuku), Neri Pozza, 2008.
- Kirino Natsuo, Real World (Riaru wārudo), Neri Pozza, 2009.
- Kirino Natsuo, L'isola dei naufraghi (Tokyojima), Giano/Neri Pozza, 2010.
- Kirino Natsuo, Una storia crudele (Zangyakuki), Neri Pozza, 2011.
- Kirino Natsuo, Pioggia sul viso (Kao ni furikakaru ame), Neri Pozza, 2015.
- Kirino Natsuo, La notte dimenticata dagli angeli (Tenshi ni misuterareta yoru), Neri Pozza, 2016.
- Kirino Natsuo, IN (IN), Neri Pozza, 2018.
- Kirino Natsuo, Ambos Mundos (Anbosu Mundosu), Neri Pozza, 2024.
- Yang Yi, Un mattino oltre il tempo (Toki ga nijimu asa), Fazi, 2010.
- Ogawa Ito, Il ristorante dell'amore ritrovato (Shokudō katatsumuri), Neri Pozza, 2010 (Premio Bancarella Cucina 2011).
- Ogawa Ito, La cena degli addii (Atsuatsu wo meshiagare), Neri Pozza, 2012.
- Ogawa Ito, La locanda degli amori diversi (Nijiiro gaaden), Neri Pozza, 2016.
- Ogawa Ito, Ribon messaggero d'amore (Ribon), Neri Pozza, 2020.
- Ogawa Ito, La cartoleria Tsubaki (Tsubaki bunguten), Neri Pozza, 2023.
- Ogawa Ito, Nella casa del leone (Raion no oyatsu), Neri Pozza, 2024.
- Minato Kanae, Confessione (Kokuhaku), Giano/Neri Pozza, 2011.
- Minato Kanae, Confessioni (Kokuhaku) (nuova edizione, con postfazione), Atmosphere libri, Asiasphere, 2023.
- Abe Kazushige, Ride on Time (Ride on Time), in Gianluca Coci (a cura di), Scrivere per Fukushima, Atmosphere libri, 2013.
- Abe Kazushige, Il proiezionista (Indivijuaru purojekushon), Calabuig, 2015.
- Abe Kazushige, Nipponia nippon (Nipponia nippon), E/O, 2018.
- Kawakami Mieko, Domenica dove? (Nichiyōbi wa doko e), Internazionale, n. 1134, 12, 2015, pp. 20-24.
- Kawakami Mieko, Seni e uova (Chichi to Ran), E/O, 2020.
- Kawakami Mieko, Heaven (Hebun), E/O, 2021.
- Kawakami Mieko, Gli amanti della notte (Subete mayonaka no koibitotachi), E/O, 2023.
- Kawakami Mieko, Sisters in Yellow (Kiiroi ie), E/O, tba.
- Nakahara Masaya, Progresso sociale (Sōsharu wākā no tanjō), Internazionale, n. 1134, 12, 2015, pp. 66-69.
- Furukawa Hideo, Belka (Beruka, hoenai no ka?), Sellerio, 2013.
- Furukawa Hideo, Poola ritornerà (Puura ga modoru), in Gianluca Coci (a cura di), Scrivere per Fukushima, Atmosphere libri, 2013.
- Furukawa Hideo, Alberi genealogici e altre conversazioni (Kakeizu sono hoka no kaiwa), in Gianluca Coci (a cura di), Scrivere per Fukushima, Atmosphere libri, 2013.
- Furukawa Hideo, I due mostri (Kaibutsutachi), Internazionale, n. 1134, 12, 2015, pp. 78-85.
- Furukawa Hideo, Tokyo Soundtrack (Saundotorakku), Sellerio, 2018.
- Furukawa Hideo, Una lenta nave per la Cina. Murakami RMX (Chūgoku yuki no surōbōto RMX), Sellerio, 2020.
- Kakuta Mitsuyo, La cicala dell'ottavo giorno (Yōka me no semi), Neri Pozza, 2014.
- Kakuta Mitsuyo, La ragazza dell'altra riva (Taigan no kanojo), Neri Pozza, 2017.
- Nakamura Fuminori, Tokyo noir (Suri), Mondadori, Strade Blu, 2015.
- Ito Seiko, Radio Imagination (Sōzō rajio), Neri Pozza, 2015.
- Inoue Yasushi, Morte di un maestro del Tè (Honkakubō ibun), Skira, 2016.
- Murakami Ryū, 69 (Sixty-nine) (con postfazione), Atmosphere libri, Asiasphere, 2019.
- Murakami Ryū, Piercing (Piasshingu) (con postfazione), Atmosphere libri, Asiasphere, 2021
- Murakami Ryū, Audition (con postfazione), Atmosphere libri, Asiasphere, 2023
- Murakami Ryū, I grandi successi dell’era Shōwa (con postfazione), Atmosphere libri, Roma, 2024
- Murakami Ryū, Tokyo Soup (con postfazione), Atmosphere libri, Roma, tba
- Tanizaki Jun'ichiro, Le domestiche (Daidokoro taiheiki), Guanda, 2018.
- Tanizaki Jun'ichiro, Nero su bianco (Kokubyaku), Neri Pozza, 2019.
- Tanizaki Jun'ichiro, La gatta, Shozo e le due donne (Neko to Shozo to futari no onna), Neri Pozza, 2020
- Tanizaki Jun'ichiro, La chiave (Kagi), Neri Pozza, 2022
- Murata Sayaka, La ragazza del convenience store (Konbini ningen), E/O, 2018.
- Murata Sayaka, I terrestri (Chikyūseijin), E/O, 2021.
- Murata Sayaka, La cerimonia della vita (Seimeishiki), E/O, 2023.
- Murata Sayaka, Parti e omicidi (Satsujin shussan), E/O, 2024.
- Miura Shion, La grande traversata (Fune o amu), Einaudi, 2018.
- Oyamada Hiroko, La fabbrica (Kōjō), Neri Pozza, 2021.
- Oyamada Hiroko, La buca (Ana), Neri Pozza, 2022.
- Oyamada Hiroko, Donnole in soffitta (Disukasuki, Itachi naku, Yuki no yado), Neri Pozza, 2022.
- Nashiki Kaho, Le bugie del mare (Umiuso), Feltrinelli, 2021.
- Matsuda Aoko, Nel paese delle donne selvagge (Obachantachi no iru tokoro), E/O, 2022.
- Usami Rin, Il mio idolo in fiamme (Oshi, moyu), E/O, 2024.